# مايكل يانو
مايكل يانو (باليابانية: 矢野 マイケル) (22 يناير 1979 في أكرا في غانا – )؛ هو لاعب كرة قدم ياباني سابق كان يلعب كمهاجم.

## وصلات خارجية
- مايكل يانو على موقع رابطة كرة القدم اليابانية للمحترفين (اليابانية)
- مايكل يانو على موقع عالم كرة القدم.نت (الإنجليزية)